# Закон Голдуотър-Никълс
Законът от 1986 за реорганизация на Департамента по отбраната Голдуотър-Никълс (на английски: Goldwater-Nichols Department of Defense Reorganization Act of 1986) е закон, приет в Съединените американски щати през 1986 г., с който се правят най-значителните промени в Министерство на отбраната след неговото създаване със Закона за националната сигурност от 1947 г.
Законопроектът носи имената на сенатора Бари Голдуотър и члена на Камарата на представителите Бил Никълс. Гласуван е в Камарата на представителите с 383/27 гласа и в Сената с 95/0 гласа. Подписан е от президента Роналд Рейгън на 1 октомври 1986 г.
Наред с другите промени Законът Голдуотър-Никълс променя реда на военното командване, който вече е от президента през секретаря по отбраната пряко към обединените бойни командвания, заобикаляйки Съвета на началник-щабовете, който получава консултативни функции.